# Đội tuyển bóng đá quốc gia Abkhazia
Đội tuyển bóng đá quốc gia Abkhazia là đội tuyển bóng đá đại diện cho Abkhazia, một quốc gia được công nhận hạn chế. Đội không liên kết với FIFA, UEFA hoặc AFC, do đó không thể cạnh tranh cho FIFA World Cup, Giải vô địch bóng đá châu Âu  hoặc AFC Asian Cup .
Đội đã tranh tài tại Giải vô địch bóng đá thế giới ConIFA đầu tiên vào năm 2014, đứng thứ 8 chung cuộc, đội đã đăng cai và giành chức vô địch lần thứ hai vào năm 2016.

## Lịch sử
Sau khi hồi sinh vào năm 2012, Abkhazia đã thi đấu quốc tế dưới sự bảo trợ của ConIFA. Đội đã ra mắt lần đầu tiên tại Giải vô địch bóng đá thế giới ConIFA 2014 và giành chức vô địch tại giải đấu mà họ đăng cai tổ chức vào năm 2016 .
Vào năm 2019, Abkhazia đã có lần đầu tiên góp mặt tại Giải vô địch bóng đá châu Âu ConIFA, nơi họ đứng thứ ba chung cuộc.

## Hồ sơ giải đấu

### TạiGiải vô địch bóng đá thế giới ConIFA
| Năm                              | Kết quả            | GP                 | W                  | D                  | L                  | GF                 | GA                 |
| -------------------------------- | ------------------ | ------------------ | ------------------ | ------------------ | ------------------ | ------------------ | ------------------ |
| 2014                             | 8th                | 5                  | 1                  | 3                  | 1                  | 6                  | 6                  |
| 2016                             | 1st                | 5                  | 4                  | 1                  | 0                  | 15                 | 1                  |
| Bản mẫu:Country data Ogaden 2018 | 9th                | 6                  | 4                  | 1                  | 1                  | 15                 | 4                  |
| 2020                             | Giải đấu bị hủy bỏ | Giải đấu bị hủy bỏ | Giải đấu bị hủy bỏ | Giải đấu bị hủy bỏ | Giải đấu bị hủy bỏ | Giải đấu bị hủy bỏ | Giải đấu bị hủy bỏ |
| Tổng cộng                        | Tổng cộng          | 16                 | 9                  | 5                  | 2                  | 36                 | 11                 |

### TạiGiải vô địch bóng đá châu Âu ConIFA
| Năm       | Kết quả            | GP                 | W                  | D                  | L                  | GF                 | GA                 |
| --------- | ------------------ | ------------------ | ------------------ | ------------------ | ------------------ | ------------------ | ------------------ |
| 2015      | Không tham dự      | Không tham dự      | Không tham dự      | Không tham dự      | Không tham dự      | Không tham dự      | Không tham dự      |
| 2017      | 4th                | 5                  | 1                  | 3                  | 1                  | 5                  | 6                  |
| 2019      | 3rd                | 5                  | 2                  | 3                  | 0                  | 6                  | 3                  |
| 2021      | Vượt qua vòng loại | Vượt qua vòng loại | Vượt qua vòng loại | Vượt qua vòng loại | Vượt qua vòng loại | Vượt qua vòng loại | Vượt qua vòng loại |
| Tổng cộng | Tổng cộng          | 10                 | 3                  | 6                  | 1                  | 11                 | 9                  |

## Đội hình hiện tại
| Số | VT | Cầu thủ         | Ngày sinh (tuổi)  | Trận | Bàn | Câu lạc bộ          |
| -- | -- | --------------- | ----------------- | ---- | --- | ------------------- |
| 23 | TM | Inal Katsuba    | 21 tháng 9, 1995  | 8    | 0   | Nart Sukhum         |
| 1  | TM | Ilia Sherba     | 25 tháng 8, 1987  | 0    | 0   | Gagra               |
| 99 | HV | Lev Tarba       | 2 tháng 12, 1999  | 0    | 0   | Nart Sukhum         |
| 2  | HV | Georgi Zhanaa   | 28 tháng 1, 1995  | 15   | 0   | Nart Sukhum         |
| 97 | HV | Lev Baburin     | 11 tháng 7, 1997  | 0    | 0   | Baltica-M           |
| 3  | HV | Astamur Tsishba | 23 tháng 2, 1988  | 13   | 1   | Gagra               |
| 76 | TV | Timur Agrba     | 1 tháng 12, 1999  | 0    | 0   | Nart Sukhum         |
| 65 | TV | Giga Benidze    | 18 tháng 9, 1998  | 0    | 0   | Dinamo Sukhum       |
| 5  | TV | Tarash Khagba   | 14 tháng 1, 1991  | 18   | 3   | Dinamo Sukhum       |
| 66 | TV | Daur Chanba     | 7 tháng 7, 2000   | 0    | 0   | OFK Bačka           |
| 45 | TV | Viktor Pimpiia  | 15 tháng 12, 1998 | 4    | 1   | Ritsa               |
| 6  | TV | Akaki Zvanba    | 28 tháng 10, 1992 | 1    | 0   | New Athos           |
| 7  | TV | Alan Khugaev    | 31 tháng 8, 1991  | 13   | 0   | Spartak Vladikavkaz |
| 34 | TV | Danil Chirikba  | 12 tháng 5, 1998  | 0    | 0   | New Athos           |
| 8  | TV | Shabat Logua    | 22 tháng 3, 1995  | 18   | 3   | OFK Bačka           |
| 95 | TV | Gudisa Smyr     | 6 tháng 3, 2000   | 0    | 0   | FC Druzhba Maykop   |
| 33 | TV | Roman Zikrach   | 18 tháng 1, 1998  | 0    | 0   | FC Kairat           |
| 10 | TĐ | Dmitri Maskayev | 27 tháng 12, 1987 | 4    | 1   | Torpedo Moscow      |
| 11 | TĐ | Ramin Bartsits  | 26 tháng 1, 1990  | 0    | 0   | Gagra               |
| 72 | TĐ | Danilo Ardzinba | 27 tháng 5, 1999  | 0    | 0   | FC Strogino Moscow  |

## Danh hiệu
Giải vô địch bóng đá thế giới ConIFA
- Vô địch (1): 2016

Giải vô địch bóng đá châu Âu ConIFA
- Hạng 3 (1): 2019